# Guy de Lusignan (roi de Jérusalem)
Pour les articles homonymes, voir Guy de Lusignan (homonymie).
Guy de Lusignan, né avant 1153 et mort en avril 1194, est un noble poitevin de la maison de Lusignan, comte de Jaffa et d’Ascalon (1180-1186), roi de Jérusalem (1186-1192), puis seigneur de Chypre (1192-1194).
Cadet sans fortune, exilé du Poitou après une révolte menée contre le roi d'Angleterre et l'assassinat de son représentant, après une dizaine d'années passées en Orient, Guy est choisi pour épouser la princesse Sibylle, héritière du royaume de Jérusalem. Son beau-frère, Baudouin le Lépreux, l'écarte de la succession et désigne son neveu Baudouin V pour lui succéder. Mais la mort de ces derniers amène Guy et Sibylle au pouvoir malgré l'opposition d'une partie des seigneurs latins.
Quelques mois après son accession au trône, il est le principal protagoniste de la perte du royaume latin de Jérusalem à la suite de la bataille de Hattin où il est fait prisonnier. Cette défaite écrasante et la perte définitive de Vraie Croix sont un véritable séisme qui secoue l’ensemble de la chrétienté et déclenche la troisième croisade. Saladin envahit la plus grande partie du royaume que Guy tente de reconquérir. Une rivalité éclate entre Guy et Conrad de Montferrat qui finit par aboutir à un compromis sous l'égide de Richard Cœur de Lion, par lequel Conrad devient roi de Jérusalem et Guy reçoit l'île de Chypre, où il réussira avec succès à implanter une administration.

## Historiographie
« En face de Saladin, Guy de Lusignan semble bien falot. Au-delà de son physique avantageux, qui plaît aux femmes, dit-on, celui sur qui repose la destinée du royaume de Jérusalem apparaît comme un personnage creux et sans envergure. Exagération imprimée par les conséquences de son règne ? Le fait est que, hormis ses capacités stratégiques défaillantes, qui plus est face au génie militaire qu’est Saladin, Lusignan va tout au long de sa carrière démontrer une intelligence politique aiguë qui lui permet non seulement d’obtenir le trône de Jérusalem avec le soutien d’une des deux factions rivales, mais aussi de se maintenir au pouvoir dans la défaite, suffisamment pour fonder une dynastie qui régnera durablement sur Chypre et puis en Cilicie. »

— Arnaud Blin, « Hattîn 4 juillet 1187 », dans Les batailles qui ont changé l’histoire, Perrin, 2016, p. 182.

« Le règne de Guy de Lusignan est marqué par sa défaite catastrophique à Hattin et l’effondrement du royaume de Jérusalem. L’ampleur du désastre a conduit les historiens des XIXe et du début du XXe siècle à juger très sévèrement le personnage, éclipsant sa trajectoire étonnante, sa tentative de reconquête du royaume de Jérusalem, sa participation active à la conquête de Chypre et son succès dans l’établissement d’un royaume insulaire. Ses sceaux et ses monnaies nous permettent d’appréhender l’image du pouvoir qu’il a souhaité renvoyer pour imposer successivement sa domination dans deux espaces culturels, l’Orient dit « latin » et l’île byzantine. Dans le même temps, comme le maintien de son autorité reposait sur l’appui des souverains d’Occident, il devait diffuser une version de ses malheurs qui lui soit favorable. Elle se répand pendant la première moitié du XIIIe siècle, avant que la diffusion des continuations de Guillaume de Tyr et surtout de la Chronique d’Ernoul ne remporte le combat mémoriel, imposant pour les historiens postérieurs un point de vue très hostile au roi de Jérusalem,,, aujourd’hui remis en question par les chercheurs,,,. »

— Clément de Vasselot de Régné, « Guy de Lusignan : pouvoir et récits du règne entre Occident, Orient latin et Chypre », dans Transferts culturels : France et Orient latin aux XIIe – XIIIe siècles, Colloque international co-organisé par le CESCM (Université de Poitiers/CNRS) et le CMEMS (Stanford University/FSCIS), 24-26 avril 2019 (présentation en ligne)

## Biographie

### Famille
Sixième et avant dernier fils de Hugues VIII (v. 1097-ap. 1171), seigneur de Lusignan (1151-1171) et de Bourgogne de Rancon (av. 1112-ap. 11 avril 1169), fille aînée de Geoffroy III de Rancon, seigneur de Taillebourg (1137-1153).
Guy a pour frères Geoffroy Ier de Lusignan (av. 1150-1216), seigneur de Vouvant (1169-1216), Mervent (av. 1200-1216), comte de Jaffa et d'Ascalon (1191-1192), Aimery de Lusignan (av. 1152-1205), chambellan du royaume de Jérusalem de 1175 à 1178, puis connétable de 1181 à 1194, qui le succède en 1194, comme seigneur de Chypre ; puis est sacré roi de Chypre en 1197. Aimery devient roi de Jérusalem en 1198 par son mariage avec Isabelle de Jérusalem.
Les frères Lusignan s'illustrent en Terre Sainte et apportent un immense prestige à l'ensemble du groupe familial en raison des hauts faits d'armes de Geoffroy et par l'accession à la royauté de Guy.
Par la suite, la branche aînée des seigneurs de Lusignan du Poitou n'entretient pas de relations avec la branche cadette de Chypre. Ses neveux : Hugues IX le Brun (av. 1151-1219), comte de la Marche (1199-1219) et Raoul Ier d'Exoudun (v. 1169-1219), comte d'Eu (1191-1219) accèdent au rang comtal à la fin du XIIe siècle.

### Jeunesse
En 1168, avec les membres sa famille, Guy participe à la révolte féodale contre Henri II Plantagenêt en Poitou. Lors d'une embuscade, organisée par Geoffroy de Lusignan, Guy se rend coupable du meurtre de Patrice de Salisbury, et est chassé d'Aquitaine avec ses frères Pierre et Aimery. Ils quittent le Poitou, prennent la croix, et partent en Terre sainte, rejoindre leur père Hugues VIII qui s'est établi dans le comté de Tripoli,. Ce dernier rentre en Poitou en 1171 et décède peu après,.

### Le royaume latin de Jérusalem
En 1174, Pierre figure dans l'entourage du comte Raymond III de Tripoli puis disparaît des sources. Aimery, à la même époque, entre à la cour du roi Amaury Ier de Jérusalem. Son fils, Baudouin IV lui procure la charge de connétable en mars 1181,.

#### Situation historique
À partir de 1174, le roi de Jérusalem est le fils d'Agnès de Courtenay et d'Amaury Ier de Jérusalem, Baudouin IV le Lépreux, jeune homme fort capable mais atteint d’un mal qui ne lui permet ni de se marier, ni d’assurer sa descendance : la lèpre,. À l’extérieur du royaume, l’Égypte est récemment passée de la domination des califes fatimides, en pleine décadence, à Saladin, un soldat kurde qui rêve d’unifier la Syrie musulmane et l’Égypte pour ensuite réduire le royaume de Jérusalem. Baudouin IV n’a pas de frère, mais il a deux sœurs, dont l’une est encore une enfant. La question du mariage de Sibylle de Jérusalem, la plus âgée des deux sœurs (son unique sœur germaine, l'enfant Isabelle étant leur demi-sœur consanguine, fille de Marie Comnène, est primordiale pour l’avenir du royaume.
Sibylle est d’abord mariée en 1176 à Guillaume de Montferrat, un homme fort capable mais qui meurt rapidement de maladie en 1177, laissant Sibylle veuve et enceinte d'un fils : le futur Baudouin V ou Baudouinet. Pour Baudouin IV, qui sait que ses jours sont comptés en raison de la lèpre, le remariage de Sibylle est vital pour le royaume. Dès 1177, Baudouin d’Ibelin, seigneur de Rama, veuf, propose sa candidature mais le conseil des barons et le roi l'écartent. En compensation, Baudouin IV autorise son frère cadet, Balian d'Ibelin, à épouser la veuve de son père, la reine douairière Marie Comnène. En 1178, Le conseil des barons décide d'envoyer en France l'évêque d'Acre pour négocier une union avec le duc Hugues III de Bourgogne. De son côté, Baudouin IV écrit à Louis VII pour lui demander d'envoyer en Orient un de ses barons pour épouser sa sœur et prendre le royaume en charge. Le roi de France accepte mais le duc de Bourgogne ne part pas pour l'Orient.

#### Comte de Jaffa et d’Ascalon

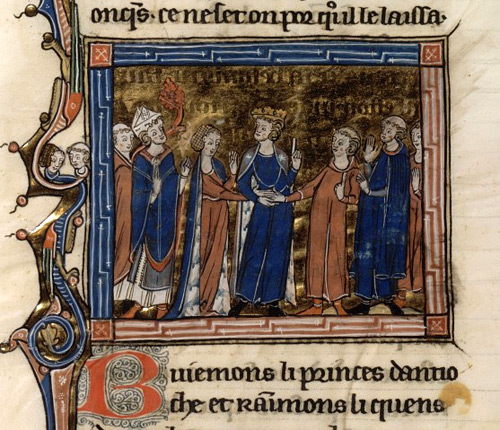
Mariage de Guy de Lusignan
et Sibylle de Jérusalem.

Il n'est pas impossible qu'Aimery de Lusignan ait fait preuve de stratégie politique en soumettant la candidature de son frère Guy auprès de la reine-mère, Agnès de Courtenay, et de Sibylle. Quoi qu'il en soit, Baudouin IV, pressé, et craignant un coup d'État de la part de Raymond III de Tripoli et de Bohémond d'Antioche, consent à cette union,,. Guy épouse Sibylle, pendant les fêtes de Pâques, entre le 14 et le 20 avril 1180 à Jérusalem, et est investi par le roi des comtés de Jaffa et d’Ascalon,.

#### Guy de Lusignan, régent du royaume

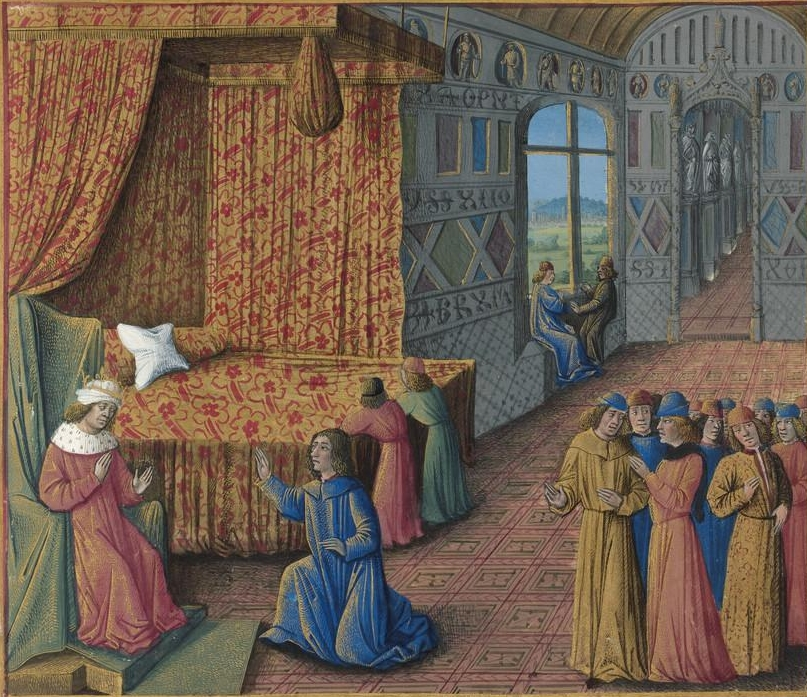
Guy de Lusignan devient régent.

Durant l'été 1183, Saladin envahit la Galilée. Le roi convoque l'ost mais une crise de fièvre le contraint à stopper la progression à Nazareth. Son état se détériore et il décide de confier le pouvoir à son beau-frère. Par ces faits, le roi lépreux indique à ses sujets que Guy est le futur héritier du royaume. Concrètement, Baudouin IV garde le titre de roi ainsi que la cité de Jérusalem et un revenu de 10 000 besants or. Guy de Lusignan se voit attribuer la régence de l'ensemble des biens du royaume dont l'ensemble des vassaux doit faire hommage. Cependant, il doit jurer qu'il ne cherchera pas à détrôner le roi et qu'il n'aliénera pas le domaine royal ni son trésor. Cette décision rend Guy impopulaire auprès de certains barons comme les Ibelin et Raymond III de Tripoli qui voit son pouvoir diminuer. Dès lors commandant de l'ost royal, Guy est à la tête d'environ 1 300 cavaliers et 15 000 piétons pour cette expédition. Saladin traverse le Jourdain et se trouve début octobre à Bethsan. Guy de Lusignan se porte à sa rencontre et se positionne aux Fontaines de Tubanie. L'ost ayant sécurisé son approvisionnement en eau, s'adosse au mont Gilboa et construit un fossé à une distance proche du camp de Saladin. Les francs résistent aux provocations de l’armée ennemie, qui aurait voulu qu'ils se lancent dans une charge. Mais les barons restent groupés. Seuls des escarmouches ou des combats mineurs semblent s'être déroulés, menés par le connétable Aimery de Lusignan. Voyant sa stratégie inopérante, et ayant subit des pertes, le sultan retraverse le Jourdain.
Cependant les critiques à l'encontre du nouveau régent sont sévères et parfois contradictoires. Certains disent que les barons, jaloux de Guy, ne voulaient pas lui offrir une victoire éclatante au début de sa régence. D'autres affirment que les barons les plus puissants avaient éventé un piège de Saladin. Enfin, une partie influente des barons, relayée par les écrits Guillaume de Tyr, démontre au roi l'incapacité de Guy à assurer la fonction en critiquant sa gestion de la bataille et son manque de courage face à l'ennemi. Et donc à administrer le royaume. Guy se rapproche de Renaud de Châtillon, qui avait épousé l'héritière d’Outre-Jourdain, de Gérard de Ridefort, maréchal du royaume, et des Courtenay : la faction adverse.

#### Disgrâce
En novembre 1183 a lieu à Kérak le mariage d'Isabelle de Jérusalem et Onfroy de Toron, encore adolescents. Cette union ce fait sous l'autorité de Guy, régent du royaume et beau-frère de la mariée. Cette absence de la cour est choisie par le conseil pour démettre Guy de la régence et associer au trône Baudouinet, fils de Guillaume de Montferrat et de Sibylle ; un enfant âgé de cinq ans,. Le roi consulte le patriarche Héraclius sur la possibilité de faire annuler le mariage de sa sœur Sybille avec le comte de Jaffa. Il s'ensuit alors une rupture des relations et du lien féodal entre Baudouin IV et Guy. Ce dernier s'estimant trahi par le roi se réfugie à Ascalon. Les soutiens de Guy intercèdent en sa faveur auprès de Baudouin et proposent une médiation et une levée des sanctions. Devant le refus catégorique du monarque, les deux grand-maîtres et le patriarche rompent eux-aussi leurs relations avec Baudouin IV et quittent la ville. Guy aggrave fortement la situation en attaquant un camp de Bédouins placé sous la protection de la couronne.

#### Décès deBaudouinIV
Malade, le roi nomme le comte Raymond III de Tripoli régent ; ce qu'il s'était toujours refusé à faire depuis qu'il avait atteint sa majorité. L'arrivée en Orient du grand-père du petit Baudouinet, Guillaume V de Montferrat, et le conditionnement de l'exercice de la régence équilibrent la situation : Josselin III  de Courtenay se voit confier, par le conseil, la garde du jeune prince et les châteaux royaux sont placés sous l'autorité des Templiers et des Hospitaliers. À 25 ans, Baudouin IV le Lépreux meurt en mars 1185, probablement le 16, après avoir fait couronner son neveu sous le nom de Baudouin V. Mais le jeune roi meurt à son tour à Saint-Jean-d’Acre, vers le mois de septembre 1186,, ce qui ouvre une importante crise politique.

### Roi de Jérusalem

#### Couronnement
Le problème de la succession au trône se pose dans les termes suivants : d’un côté, Sibylle et Guy, les plus proches parents des derniers rois, mais exclus de la succession par Baudouin IV ; de l’autre Raymond III, régent nommé par Baudouin V. La monarchie de Jérusalem est une monarchie semi-élective, semi-héréditaire. Effectivement, les premiers rois avaient été choisis par l’assemblée des barons, et même si l’habitude avait été prise de choisir le plus proche parent du défunt roi, ce choix devait être approuvé par l’assemblée des barons. Cela n’a pas toujours été une formalité, et on a vu les barons imposer au roi Amaury Ier la séparation d'avec son épouse Agnès de Courtenay avant de monter sur le trône en 1162.

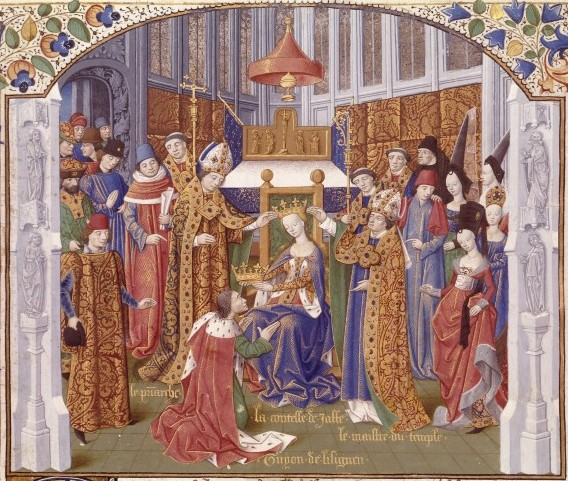
Couronnement de Guy de Lusignan par Sibylle de Jérusalem.

Deux clans s'affrontent depuis des années. Plusieurs barons, autour de Raymond de Tripoli et des frères Baudouin et Balian d'Ibelin, rejettent Guy de Lusignan. Mais celui-ci dispose de soutiens de taille : Renaud de Châtillon, maître de l’importante seigneurie d'Outre-Jourdain, Gérard de Ridefort, maître de l’Ordre du Temple, Héraclius, patriarche de Jérusalem, et Josselin III de Courtenay, oncle maternel de Baudouin IV,,.
Ce dernier persuade Raymond III de Tripoli de rejoindre ses partisans à Tibériade en attendant que l’assemblée des barons se réunisse, laissant les Templiers conduire le corps du petit roi à Jérusalem. Raymond III écarté, Josselin de Courtenay en profite pour prendre le contrôle de Saint-Jean-d’Acre et de Beyrouth, et Raymond de Tripoli appelle les barons à s’assembler à Naplouse. À Jérusalem, Sibylle a le champ libre et persuade Héraclius de la sacrer reine, mais l’impopularité de Guy fait que le patriarche n’ose pas le couronner. C’est alors que Sibylle prend la couronne pour la poser sur la tête de son mari en annonçant qu’elle le voulait pour son seigneur et son roi (mi-septembre 1186),,,,.

#### Conflits politiques internes
Mais le nouveau roi n’est toujours pas approuvé par l’assemblée des barons et, apprenant la nouvelle du couronnement et conscient que s’entêter pourrait provoquer une guerre civile, Raymond de Tripoli se désiste et propose comme alternative de sacrer Onfroy IV de Toron, marié à Isabelle de jérusalem, la dernière sœur de Baudouin le Lépreux. Onfroy, effrayé par cette perspective, s’enfuit de Naplouse, rejoint Jérusalem où il prête allégeance à Guy et à Sibylle,. N’ayant pas d’autre choix, les barons doivent accepter l’avènement de Guy de Lusignan, à l’exception de quelques-uns, comme Baudouin d’Ibelin, seigneur de Rama, qui laisse toutes ses possessions à son fils Thomas et s’exile à Antioche en affirmant « qu’il ne voulait pas encourir le blâme de la perdition » du royaume et que « Guy ne sera pas roi un an ».

#### Conflits politiques externes
L’un des principaux seigneurs du royaume, Renaud de Châtillon, possède la seigneurie d’Outre-Jourdain, un fief qui s’étend au-delà du fleuve Jourdain et jusqu’à la mer Rouge. C’est un point de passage obligé pour les caravanes musulmanes qui voyagent de l’Égypte à Damas, ainsi que pour les musulmans d’Afrique et d’Andalousie qui font le pèlerinage à la Mecque. Cette situation rend la seigneurie très rémunératrice, en raison des douanes perçues, mais le seigneur Renaud, qui ne peut se passer de ses activités de brigandage, ne peut se résoudre à attendre la fin de la trêve conclue entre le royaume et Saladin, s'empare d'une importante caravane, pille ses marchandises et fait prisonnier ses membres. Saladin, dans un premier temps, respecte la trêve et envoie une ambassade à Guy de Lusignan pour demander réparation ; Guy accepte et ordonne à Renaud de Châtillon de restituer les biens et les prisonniers. Renaud refuse de céder. Devant la gravité de l'attaque, Saladin, ne peut perdre la face vis-à-vis du monde islamique et envahit la Galilée en juin 1187.

#### Le défaite de Hattin et la perte du royaume latin de Jérusalem

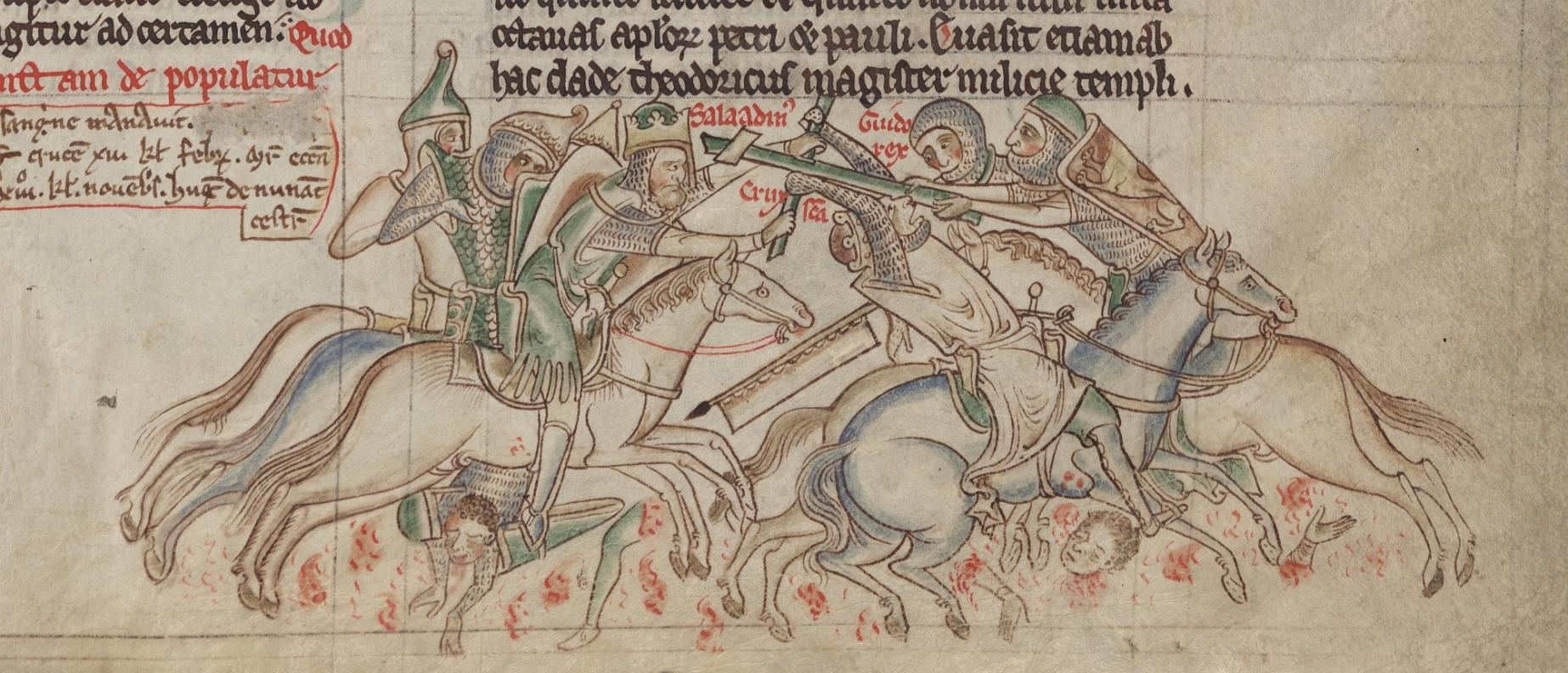
Saladin capture la Vraie Croix à la bataille de Hattin (1187).

Guy de Lusignan convoque l'ost. Négligeant les conseils de prudence de Raymond de Tripoli, qui est accusé de traitrise par les barons, Guy choisit de se diriger vers Tibériade assiégée et d'affronter l'armée de Saladin en suivant les conseils de Gérard de Ridefort. Le 4 juillet 1187, l'armée franque est écrasée à Hattin. Le principal fragment de la Vraie Croix du Christ, qui était emporté au combat, disparaît à cette occasion. De nombreux francs, dont Guy de Lusignan, son frère Aimery, Gérard de Ridefort, Onfroy IV de Toron, Boniface de Montferrat, ainsi que Renaud de Châtillon, qui est immédiatement décapité par Saladin, sont faits prisonniers.
Saladin en profite pour conquérir le royaume, en commençant par les ports, puis par la ville de Jérusalem et la Galilée. Seul Conrad de Montferrat, qui a mis Tyr en état de défense, le tient en échec et Saladin doit lever le siège le 2 janvier 1188. Saladin libère Guy de Lusignan à Tortose en mai 1188 qui retrouve Sibylle à Tripoli.

#### Siège de Saint-Jean-d'Acre et Troisième croisade

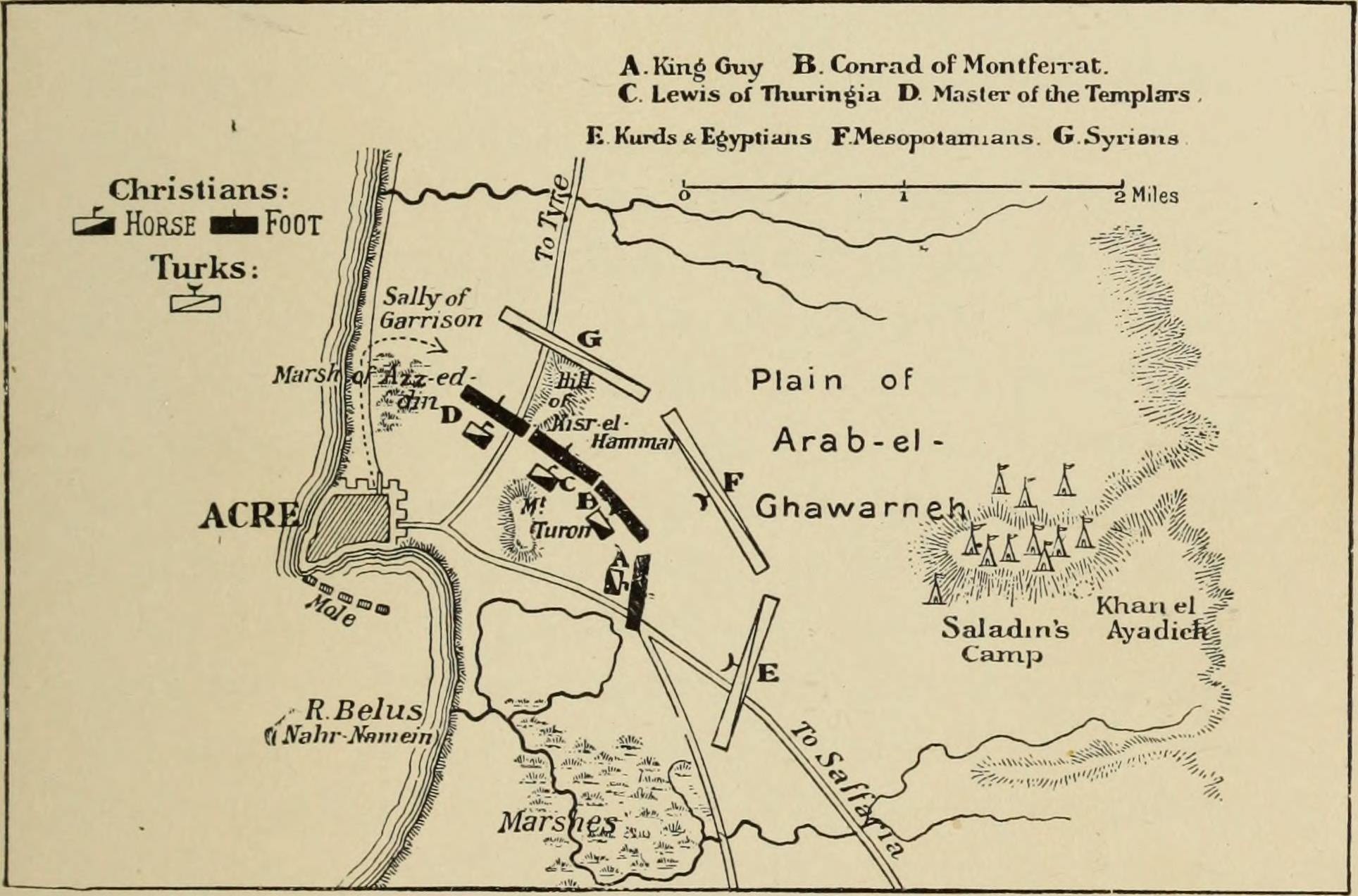
Plan de la bataille d'Acre
4 octobre 1189.

Conrad de Montferrat, toujours soutenu par les Ibelin, s'est établi dans la ville de Tyr et refuse à Guy son accès au début de l'année 1189,. Devenu roi sans royaume, rejeté par plusieurs barons qui lui reprochent le désastre de Hattin, Guy de Lusignan décide avec quelques chevaliers de reprendre la ville de Saint-Jean-d’Acre et l’assiège le 22 août 1189. Il est rejoint par son frère Geoffroy, combattant intrépide et renommé, venu d'Europe avec un contingent important de soldats poitevins, et par Conrad de Montferrat qui met ainsi de côté sa rivalité avec Guy. Les francs sont assiégés à leur tour par les troupes de Saladin. Les croisés décident de les attaquer pour libérer leurs arrières. La principale bataille de ce siège se déroule le 4 octobre 1189 qui voit la capture et l'exécution du maître de l'ordre du Temple, Gérard de Ridefort,.

États latins d'Orient en 1190 & 1192.

Les rois Philippe II Auguste de France, Richard Cœur de Lion d’Angleterre, débarquent à Acre et viennent renforcer les forces des assiégeants. Sibylle de Jérusalem et leurs quatre filles meurent pendant le siège au cours de l’été 1190,,. La ville capitule le 12 juillet 1191. La rivalité reprend entre Guy et Conrad avec plus d’intensité. Guy devenu veuf, mais soutenu par Richard Cœur de Lion, perd juridiquement ses droits au trône, tandis que Conrad, soutenu par Philippe Auguste, marié à Isabelle de Jérusalem, sœur de Sibylle, revendique la couronne avec le soutien de nombreux barons. Les 27 et 28 juillet 1191 à Acre, une assemblée de barons et de prélats du royaume de Jérusalem décident que Guy de Lusignan reste roi, mais ne peut en aucun cas transmettre le royaume à ses héritiers et que Conrad de Montferrat devient l'héritier du royaume,. À cette occasion, le 28 juillet, son frère aîné Geoffroy Ier de Lusignan reçoit les comtés de Jaffa et d'Ascalon.
Philippe Auguste repart en France, laissant un contingent conduit par Hugues III de Bourgogne. Richard Cœur de Lion poursuit la conquête du littoral, mais ses hésitations l'empêchent de reprendre Jérusalem. Il entreprend des négociations avec Saladin et Conrad. En février 1192, une émeute oppose les Génois, auxquels se joignent des français du duc de Bourgogne, partisans de Conrad, qui tentent de lui livrer Acre tenue par les Pisans, partisans des Lusignan. La tentative échoue.

### Seigneur de Chypre
De plus en plus de barons croisés rejoignent le camp de Conrad et, en 1192, le roi Richard est contraint de reconnaître Conrad de Montferrat roi de Jérusalem. Peu de temps avant son couronnement, Conrad de Montferrat est assassiné le 28 avril 1192 par deux Hashshashin. Le roi d'Angleterre est rapidement suspecté d'en être l'organisateur.
Le 5 mai 1192, Richard Cœur de Lion promet à Guy l'île de Chypre en compensation du royaume de Jérusalem perdu par décision des barons,. Il demande à son ami, le maître de l'ordre du Temple, Robert de Sablé, de vendre l'île de Chypre à Guy de Lusignan à titre de compensation pour 40 000 besants. Les Templiers en profitent pour déplacer leur base orientale à Acre.
Cependant, Guy de Lusignan ne renonce pas formellement à la couronne de Jérusalem et tente des coups de main à plusieurs occasions, à tel point qu'Henri II de Champagne, le successeur de Conrad de Montferrat, oblige Aimery de Lusignan à renoncer à sa charge de connétable.
Guy s'installe à Chypre emmenant avec lui un grand nombre de seigneurs Francs qui avaient perdu leurs fiefs en Palestine. En septembre 1192, Aimery, accusé d'avoir soutenu un complot visant Henri II de Champagne, est emprisonné puis libéré rapidement. Il rejoint son frère Guy à Chypre. Guy distribue des domaines, mais en trop grand nombre. Son successeur et frère, Aimery, devra s'assurer un domaine royal suffisant pour subvenir à ses besoins en réorganisant les donations. Cependant, Guy parvient à établir sur l'île un gouvernement fort ; ce que ni les administrateurs du Temple ni les officiers royaux de Richard Cœur de Lion n'avaient réussi.

### Décès et succession
Guy de Lusignan meurt en avril 1194, léguant Chypre à son frère aîné Geoffroy. Ce dernier retourné en Poitou décline l'offre. Aimery de Lusignan est désigné à la succession,,,.

## Mariage et descendance

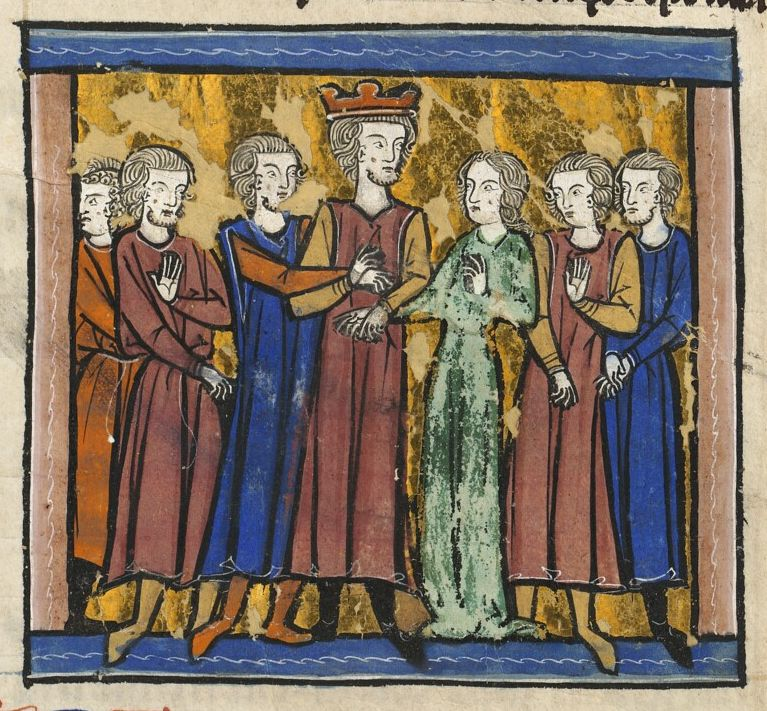
Guy de Lusignan et Sibylle de Jérusalem.

### Sibylle de Jérusalem
Guy épouse en avril 1180 la princesse Sibylle de Jérusalem (v. 1160-sept. 1190), fille d’Amaury Ier (1136-1174), comte de Jaffa et d’Ascalon (1157-1163), puis roi de Jérusalem (1163-1174), et d’Agnès de Courtenay (1133-1184/85).
De ce mariage sont nées quatre filles :
- Alix de Lusignan (av. 1187-1190) ;
- Marie de Lusignan (av. 1187-1190) ;
- Une Inconnue (av. 1187-1190) ;
- Une inconnue (av. 1187-1190)[105].

Les quatre enfants du couple décèdent lors du siège de Saint-Jean-d'Acre durant l'été 1190,,. Sibylle apparaît dans un acte en septembre 1190, avec son époux,,,, avant de décéder à son tour,.

## Sceau et Armoiries

### Sceau [1190]
Avers,,

Sceau et contre-sceau de Guy de Lusignan, roi de Jérusalem, d'après un dessin de Laugier pour Louis Blancard en 1860.

Description : homme représenté en majesté, coiffé d'une couronne fermée et trilobée à pendeloques, tenant de la main droite un sceptre sommé d’une croix et, de la main gauche, un orbe crucigère.
Légende : ✠ GVIDO DEI GRACIA REX IERVSALEM
Légende transcrite : Guido Dei Gracia Rex Jerusalem.
Revers,,
Description : Murailles maçonnées interrompues en leur milieu d'une tour sommée de deux guérites avec, à droite et à gauche, deux bâtiments dont les dômes dépassent de derrière les murailles (celui de gauche porte une croix et l'autre un croissant).
Légende : ✠ CIVITAS ⠇REGIS ⠇REGVM OIMIVM
Légende transcrite : Civitas Regis Regum Omnium.

### Armoiries

#### Salles des Croisades

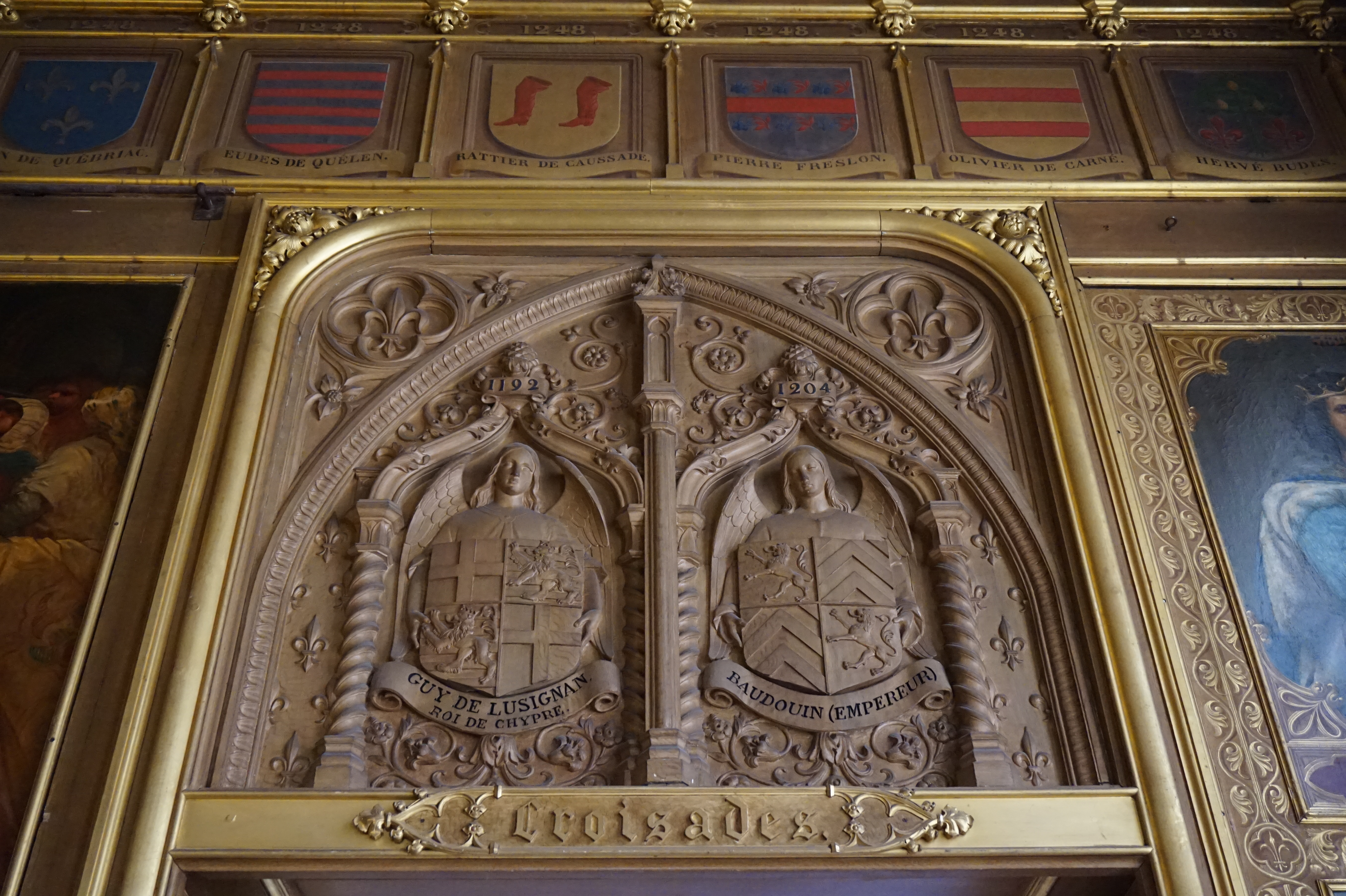
Armoiries de Guy de Lusignan, roi de Chypre, et de Baudouin (empereur) - Salles des Croisades, château de Versailles.

Les Salles des Croisades du château de Versailles attribuent à Guy de Lusignan les armoiries suivantes : écartelé, aux 1 et 4 d'azur, à la croix d'argent, aux 2 et 3 burelé d'argent et d'azur, à un lion de gueules, armé, couronné et lampassé d'or, brochant sur le tout,.
Ces armoiries posent quelques problèmes :
- aucun autre document ne mentionne ces armoiries et les auteurs de la Salle des Croisades ne mentionnent pas leurs sources ;
- l’écartelé est une partition tardive, puisqu’elle n’est attestée qu’en 1230 avec les armes de Ferdinand III, roi de Castille et de Léon[117] ;
- l’écu burelé d’argent et d’azur au lion de gueules brochant sur le tout, qui sera celui du royaume de Chypre n’est pas attesté avant 1200.

Sachant que les auteurs de la Salles des Croisades ont parfois recouru à l’imagination pour combler les lacunes : ils ont attribué des armoiries aux membres de la première croisade alors que l’héraldique ne s’est développée qu’un demi-siècle plus tard. Il est fort probable que les armoiries de Guy de Lusignan soient hypothétiques.

#### Hypothèse
Il est possible qu'à partir de son accession au trône, en 1186, Guy de Lusignan pouvait porter comme armoiries celles des rois de Jérusalem, plus prestigieuses que les siennes : même après 1192, car s'il a dû laisser le royaume à Conrad de Montferrat, il n'y a pas renoncé, et a probablement conservé les armes de Jérusalem.
Les armoiries initiales de la maison de Lusignan sont burelé d'argent et d'azur. La brisure ajoutant sur l'écu un lion de gueules est attesté dans un sceau, en 1215, de Geoffroy de Lusignan (contourné à dextre dans le cas présent) , puis chez les rois de Chypre. Mais, par la suite, on attribue au royaume de Chypre des armoiries d'argent au lion de gueules armé, lampassé et couronné d'or et le blason des Lusignan de Chypre passe pour être une association des deux blasons. Il est possible que ce blason du royaume de Chypre soit une concession du roi Richard Cœur de Lion, dont on sait qu'il portait des armes similaires pendant la troisième croisade, en raison de la concession d'armes qu'il fit à Geoffroy V de Joinville, qui lui sauva la vie.
Tout ceci montre que le blason associant le burelé de Lusignan avec le lion de gueules est probablement postérieur à la troisième croisade (à laquelle participe également Geoffroy de Lusignan), et qu'il paraît peu probable que les armes attribuées à Guy de Lusignan soient réelles.

#### Armoiries [fictives]
| Blason | Blasonnement : Écu écartelé aux 1 et 4 d'azur à la croix d'argent, et aux 2 et 3 burelé d'argent et d'azur, de dix pièces, à un lion de gueules, armé, couronné et lampassé d'or, brochant sur le tout Commentaires : Blason [fictif] de Guy de Lusignan, roi de Chypre, selon les Salles des Croisades, château de Versailles. |

Références,

### Sources et bibliographie

#### Source diplomatique
- « König Guido von Jerusalem (Guido von Lusignan) », dans Die Urkunden der Lateinischen Könige von Jerusalem, éd. Hans Eberhard Mayer et Jean Richard, Monumenta Germaniæ Historica, Hanovre, Hahnsche Buchhandlung, vol. 2, 2010, p. 782-840. [lire en ligne]

#### Sources narratives
- Bernard le Trésorier, Continuation de l'histoire des Croisades de Guillaume de Tyr, éd. François Guizot, collection des mémoires relatifs à l'histoire de France, Paris, J.-L.-J. Brière, 1824. [lire en ligne]
  - Œuvre mise en page par Patrick Hoffman. [lire en ligne]
- Guillaume de Tyr, Chronique, éd. Robert Burchard Constantijn Huygens, Turnhout, Brepols, 1986.
- Itinerarium Peregrinorum et Gesta Regis Ricardi, éd. William Stubbs, Chronicles and memorials of the reign of Richard I, vol. I, Londres, Longman, 1864. [lire en ligne]
- La Continuation de Guillaume de Tyr (1184-1197), éd. Margaret Ruth Morgan, Documents relatifs à l'histoire des croisades publiés par l'académie des inscriptions et belles-lettres, t. XIV, Paris, Paul Geuthner, 1982. [lire en ligne]

#### Source sigillographique
- Louis Blancard, Iconographie des sceaux et bulles conservés dans la partie antérieure à 1790 des archives départementales des Bouches-du-Rhône, t. Ier : Description des sceaux, Marseille, Camoin frères, 1860. [lire en ligne]